# La Vie moderne (Zeitschrift)

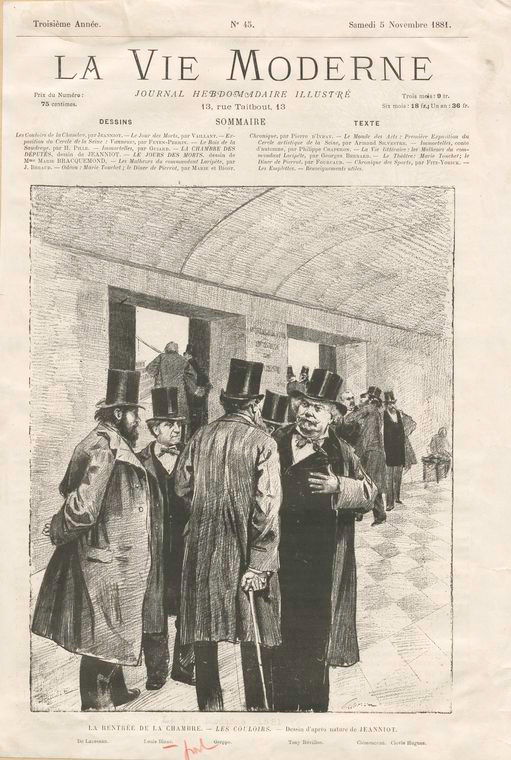
Titelseite der Zeitschrift La Vie moderne vom 5. November 1881

La Vie moderne war eine von 1879 bis 1883 herausgegebene französische Literatur- und Kunstzeitschrift. Zahlreiche namhafte Schriftsteller gehörten zu den Autoren des Blattes. Den Redaktionsräumen der Zeitschrift war eine Galerie angegliedert, die bedeutende Ausstellungen der Maler des französischen Impressionismus zeigte.

## Die Zeitschrift
Der Verleger Georges Charpentier gründete die Wochenzeitschrift La Vie moderne 1879 in Paris. Die vollständige Bezeichnung der Zeitschrift lautete La Vie moderne, journal hebdomadaire illustré (deutsch: Das moderne Leben, illustrierte Wochenzeitschrift). Émile Bergerat leitete das Blatt und verpflichtete zahlreiche bedeutende Autoren. Zu ihnen gehörten Armand Silvestre, Alphonse Daudet, Théodore de Banville, Edmond Duranty und der Journalist Edmond Renoir, Bruder des Malers Pierre-Auguste Renoir. In der Zeitschrift gab es wiederholt wohlwollende Artikel über die Maler des französischen Impressionismus, aber es erschienen auch Berichte über andere zeitgenössische Maler wie Jean-Jacques Henner, Paul Baudry oder Pierre Puvis de Chavannes. Illustrationen kamen von Malern wie Jean Baptiste Édouard Detaille, Ernest Meissonier, Auguste Leloir und Jean-Louis Forain. Die Zeitschrift wurde 1883 eingestellt, als Georges Charpentier in finanzielle Schwierigkeiten kam.

## Die Galerie
Die Büroräume der Zeitschrift am Eingang der Passage des Princes, einer Ladenpassage am Boulevard des Italiens, waren zudem ein Ort für Kunstausstellungen. Edmond Renoir erhielt vom Verlag einen Raum, der für Ausstellungen mit kleineren Arbeiten vorgesehen war. In der Zeitschrift La Vie moderne begründete er dieses bis dahin sehr unübliche Vorgehen: „Wie oft erzählen uns an Kunst interessierte Leute, daß sie gern das Atelier dieses oder jenes Künstlers besuchen würden, aber sie wagen es nicht, allein hinzugehen ... Unsere Ausstellungen wollen vorübergehend das Atelier des Künstlers auf den Boulevard verlegen, einen Raum, der für jeden offensteht“. Die erste Ausstellung war dem italienischen Maler Giuseppe de Nittis gewidmet und hatte mit täglich 2000 bis 3000 Besuchern einen großen Erfolg. Die fünfte Ausstellung wurde im Juni 1879 für Pierre-Auguste Renoir organisiert. Diese Schau, in der Renoir ausschließlich Pastellbilder zeigte, war die erste Einzelausstellung des Malers. Im April 1880 stellte Édouard Manet hier seine neuen Werke aus, gefolgt von Claude Monet, der im Juni 1880 in den Räumen der La Vie moderne ebenfalls seine erste Einzelausstellung hatte. Darüber hinaus konnte 1881 Alfred Sisley seine Werke in der Galerie von La Vie moderne ausstellen. Zu den außergewöhnlichen Ausstellungen gehörte 1879 eine Schau mit von Künstlern bemalten Tamburinen, die als Wohltätigkeitsveranstaltung für Flutopfer in der spanischen Provinz Murcia angelegt war. Es folgte zu Ostern 1880 eine Präsentation von künstlerisch bemalten Straußeneiern.

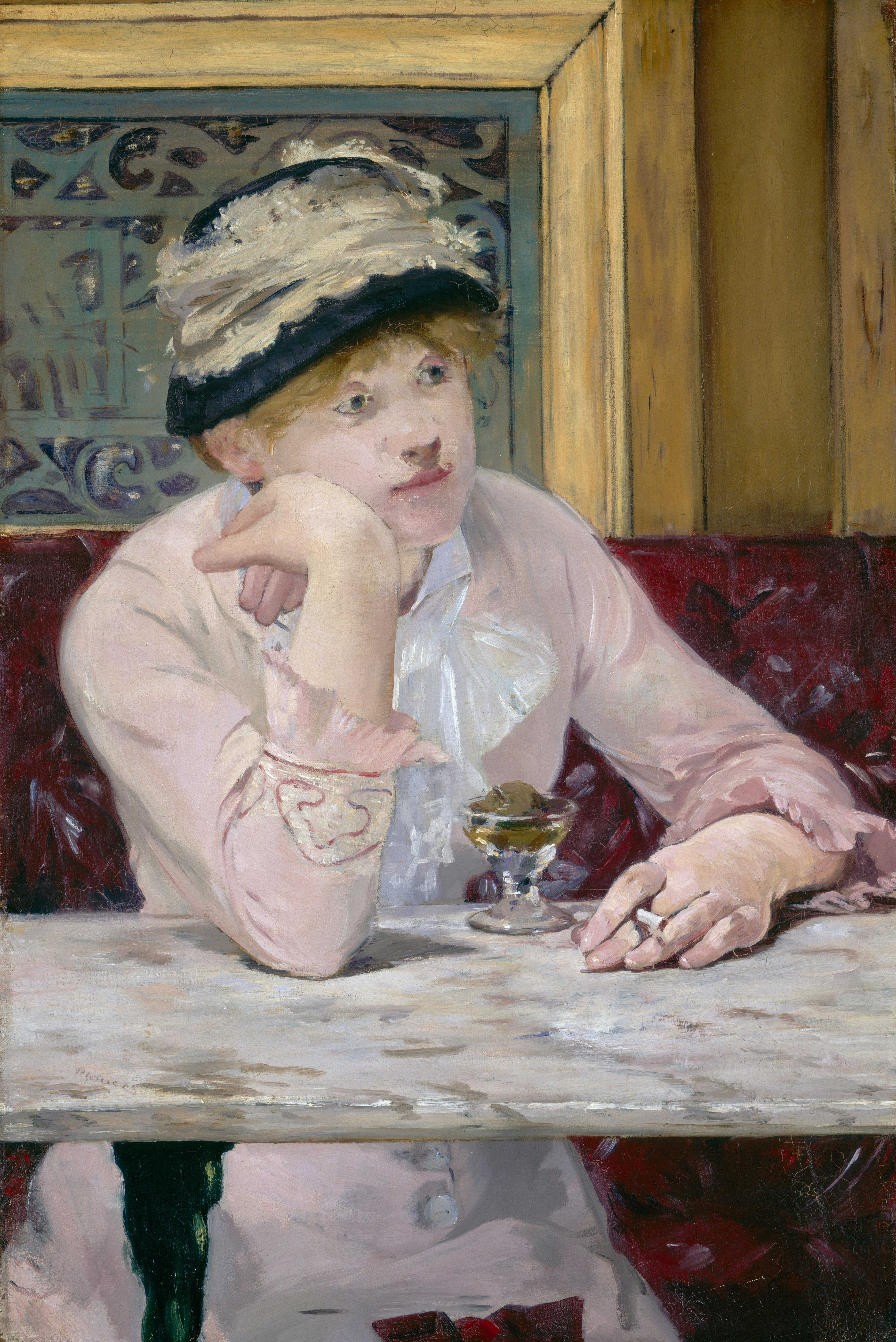
Édouard Manet: Die Pflaume ausgestellt im April 1880
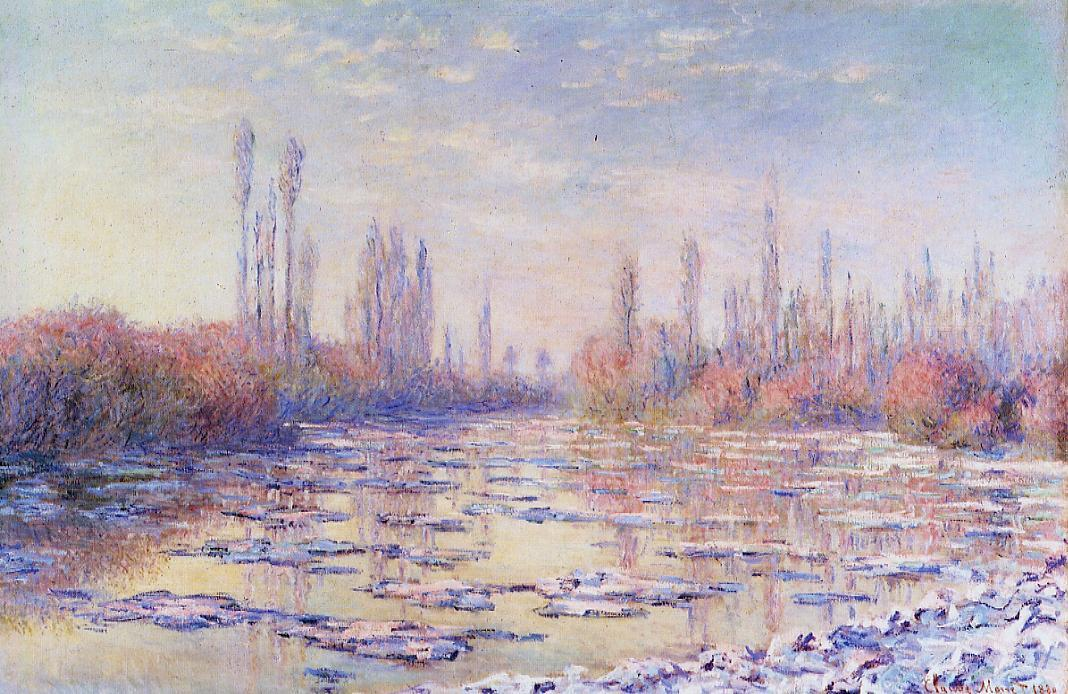
Claude Monet: Les Glaçons ausgestellt im Juni 1880